# Walter Kröll (Künstler)
Walter Kröll (* 26. Juli 1911 in Gießen; † 16. Juli 1976 ebenda) war ein deutscher Maler und Grafiker.

## Leben und Werk
Walter Kröll absolvierte von 1926 bis 1929 eine Schreinerlehre an der Gewerbe- und Maschinenbauschule Gießen. Von 1930 bis 1933 studierte er Innenarchitektur und Graphik an den Werkkunstschulen Offenbach und Mainz. Daran schloss sich bis 1937 ein Studium der Malerei bei dem Universitätsmaler Karl Fries an der Ludwigs-Universität Gießen an, den er auch während dessen Krankheit vertrat. Von 1939 bis 1940 studierte Kröll an der Staatlichen Kunsthochschule Berlin-Charlottenburg bei Kurt Wehlte und Franz Eichhorst. 1943 war er Gründungs- und Vorstandsmitglied im Oberhessischen Künstlerbund. Im Rahmen des Arbeitsdienstes war Kröll von 1940 bis 1941 in der Luftschutzwarnzentrale Gießen eingesetzt. Von April 1942 bis Mai 1945 war er zum Wehrdienst bei der Luftwaffe eingezogen. 
Von 1949 bis 1954 war Kröll Posthalter bei der Deutschen Bundespost. Neben seiner Tätigkeit als freischaffender Künstler war er 1950 außerdem Kunsterzieher an der Jugendstrafanstalt Rockenberg und von 1948 bis 1950 Zeichenkurs-Lehrer an der Volkshochschule Gießen. Vom Wintersemester 1951/52 bis zu seinem Tod hatte Kröll einen Lehrauftrag für Malerei und Graphik an der Allgemeinen Abteilung der Justus-Liebig-Hochschule bzw. Justus-Liebig-Universität Gießen. 
Seit 1938 erhielt Kröll Aufträge für Wandbilder. Von 1937 bis 1943 stellte er jeweils ein Werk den „Gauausstellungen“ der NSDAP im Gau Hessen-Nassau zur Verfügung. Ab 1951 war er an zahlreichen Ausstellungen (ab 1963 jährlich mindestens an einer) beteiligt, sowohl in Hessen, der übrigen Bundesrepublik Deutschland als auch in Frankreich, Dänemark, Ägypten, Griechenland und der Türkei. Unter anderem arbeitete er mit Friedrich Schüz und Gerhard Halbritter an der originalgetreuen Rekonstruktion des Abendmahls von Leonardo da Vinci in der Evangelischen Kirche in Haigerloch (1952/53). 
Da keine Galerie seine Werke zusammenhielt, geriet sein Schaffen nach seinem Tod in Vergessenheit. Es wurde erst wieder 2010 mit einer Einzelausstellung im Kloster Arnsburg (bei Gießen) gewürdigt, wo Kröll zwischen 1949 und 1965 gelebt hatte. Hierbei wurden einige seiner Werke verkauft. Zur Eröffnung wurde die Rolle Krölls während der Zeit des Nationalsozialismus diskutiert. Um den Erhalt seiner Plastik, die 1967 zur Eröffnung der damaligen Mittelpunktschule in Pohlheim an der Außenfassade eingeweiht wurde, entspann sich 2021 eine Kontroverse, bei der es erneut um die Einordnung Krölls ging. Seit September 2022 werden Ergebnisse eine Projektseminars zu Krölls Rolle im Nationalsozialismus, das unter der Leitung von Sigrid Ruby und Annabel Ruckdeschel am Institut für Kunstgeschichte der Universität Gießen im Sommersemester stattfand, im Oberhessischen Museum präsentiert. Das Museum verwahrt einen Großteil des künstlerischen Nachlasses Krölls.

## Werke (Auswahl)

### Illustrationen
- Karl Schramm: Das kleine Buch von Mainz (= Rhein-mainische Bücher, Band 4), Gießen: Rhein-Main. Verlagsanstalt, 1943.
- Siegfried Lehmann: Das Haus der Jugend am Ramsberg, bearb. im Auftrag des Zweckverbandes Jugendheime für den Landkreis Gießen und des Deutschen Jugendherbergswerkes, Landesverband Hessen, Brühlsche Universitätsdruckerei: Gießen 1957.

## Sekundärliteratur, Kataloge
- Kurt Friedrich Ertel: Walter Kröll. Zeichnungen, Druckgraphik, 4.–25. April 1976 Kongresshalle Giessen, Berliner Platz 2, hg. v. Magistrat der Universitätsstadt Giessen, Gießen 1976.
- Walter Kröll. Kunstausstellung Gießen, Oberhessisches Museum und Gail´sche Sammlungen, 1.–30. Juli 1961, Katalog, Brühl: 1961
- Begleitbroschüre zur Ausstellung Kunst im und nach dem NS. Zum Umgang mit Arbeiten von Walter Kröll (1911-1976), hg. v. Institut für Kunstgeschichte der Justus-Liebig-Universität Gießen und Oberhessisches Museum Gießen, Hausdruckerei der JLU: Gießen 2022.